# Уједињени Арапски Емирати на Светском првенству у атлетици на отвореном 2023.
Уједињени Арапски Емирати су учествовали на 19. Светском првенству у атлетици на отвореном 2023. одржаном у Будимпешти од 19. до 27. августа четрнаести пут. Репрезентацију Уједињених Арапских Емирата представљала је 1 такмичарка која се такмичила у маратону.,
На овом првенству такмичарка Уједињених Арапских Емирата није освојила ниједну медаљу, нити је постигла неки резултат јер није стартовала.

## Учесници
Жене:
- Алиа Саид Мохамед — Маратон

## Резултати

### Жене
| Атлетичарка       | Дисциплина | Лични рекорд | Квалификације | Квалификације | Полуфинале | Полуфинале | Финале          | Финале          | Детаљи |
| Атлетичарка       | Дисциплина | Лични рекорд | Резултат      | Место         | Резултат   | Место      | Резултат        | Место           | Детаљи |
| ----------------- | ---------- | ------------ | ------------- | ------------- | ---------- | ---------- | --------------- | --------------- | ------ |
| Алиа Саид Мохамед | Маратон    | 2:27:08      |               |               |            |            | Није стартовала | Није стартовала |        |